# Fortuna Liga 2014/15
Het seizoen 2014/15 van de Fortuna Liga is het 22ste seizoen van de hoogste Slowaakse voetbalcompetitie sinds het oprichten van de Slowaakse Superliga in 1993. Aan de competitie doen 12 teams mee. Het seizoen is van start gegaan op 11 juli 2014 en eindigde op 30 mei 2015. AS Trenčín wist voor de eerste maal in de historie kampioen te worden. 

## Teams
Er nemen 12 teams deel aan de Fortuna Liga 2014/15, 11 teams die ook in 2013/14 deelnamen en een team dat is gepromoveerd vanuit de DOXXbet liga. FC Nitra degradeerde vorig seizoen naar de DOXXbet liga. ŽP Šport Podbrezová werd kampioen in de DOXXbet liga en promoveerde naar het hoogste niveau.
| Club                  | Plaats          | Stadion                      | Cap    | Trainer         |
| --------------------- | --------------- | ---------------------------- | ------ | --------------- |
| AS Trenčín            | Trenčín         | Štadión na Sihoti            | 4.300  | Martin Ševela   |
| DAC Dunajská Streda   | Dunajská Streda | Mestský Štadión              | 16.410 | Tomislav Marić  |
| Dukla Banská Bystrica | Banská Bystrica | Štadión SNP                  | 10.000 | Štefan Rusnák   |
| ŽP Šport Podbrezová   | Podbrezová      | Štadión Kolkáren             | 4.500  | Jozef Mores     |
| FK Senica             | Senica          | Štadión FK Senica            | 4.500  | Jozef Kostelník |
| MFK Košice            | Košice          | Štadión Lokomotívy v Cermeli | 9.000  | Marek Fabula    |
| MFK Ružomberok        | Ružomberok      | MFK Ružomberok Stadion       | 4.817  | Ivan Galád      |
| MŠK Žilina            | Žilina          | Štadión pod Dubnom           | 11.181 | Adrián Gula     |
| Slovan Bratislava     | Bratislava      | Štadión Pasienky             | 12.000 | Dušan Tittel    |
| Spartak Myjava        | Myjava          | Myjava Stadion               | 2.709  | Peter Gergely   |
| Spartak Trnava        | Trnava          | Štadión Antona Malatinského  | 3.350  | Juraj Jarábek   |
| ViOn Zlaté Moravce    | Zlaté Moravce   | Štadión FC ViOn              | 4.400  | Branislav Mráz  |

### Trainerswissels
| Team                        | Vertrekkende manager | Reden van vertrek          | Datum van vertrek | Positie in competitie | Nieuwe manager    |
| --------------------------- | -------------------- | -------------------------- | ----------------- | --------------------- | ----------------- |
| Spartak Myjava              | Radúz Dornák         | Ontslagen                  | 31 mei 2014       | Voorbereiding         | Peter Gergely     |
| MFK Ružomberok              | Jozef Chovanec       | Einde contract             | 30 juni 2014      | Voorbereiding         | Ladislav Šimco    |
| Slovan Bratislava           | Dušan Galis          | Ontbinding                 | 13 juni 2014      | Voorbereiding         | František Straka  |
| Slovan Bratislava           | František Straka     | Ontbinding                 | 7 augustus 2014   | 5e                    | Jozef Chovanec    |
| Dukla Banská Bystrica       | Norbert Hrncár       | Ontslagen                  | 9 oktober 2014    | 12e                   | Štefan Rusnák     |
| MFK Ružomberok              | Ladislav Šimco       | Ontslagen                  | 17 november 2014  | 12e                   | Ivan Galád        |
| MFK Košice                  | Radoslav Látal       | Ontbinding                 | 29 november 2014  | 7e                    | Marek Fabula      |
| FK Senica                   | Pavel Hapal          | Getekend bij Slowakije –21 | 23 december 2014  | 3e                    | Jozef Kostelník   |
| FC ViOn Zlaté Moravce       | Branislav Mráz       | Ontslagen                  | 12 januari 2015   | 10e                   | Ladislav Totkovic |
| FC DAC 1904 Dunajská Streda | Mikuláš Radványi     | Ontslagen                  | 17 januari 2015   | 9e                    | Tomislav Marić    |
| FO ŽP Šport Podbrezová      | Jaroslav Kentoš      | Ontslagen                  | 17 februari 2015  | 8e                    | Jozef Mores       |
| Slovan Bratislava           | Jozef Chovanec       | Ontslagen                  | 6 april 2015      | 5e                    | Dušan Tittel      |

## Ranglijst

### Eindstand
| Pos | Club                  | Gs | W  | G  | V  | Pnt | Dv | Dt | Ds  |
| --- | --------------------- | -- | -- | -- | -- | --- | -- | -- | --- |
| 1   | AS Trenčín K          | 33 | 23 | 5  | 5  | 74  | 67 | 28 | +39 |
| 2   | MŠK Žilina            | 33 | 20 | 9  | 4  | 69  | 68 | 25 | +43 |
| 3   | Slovan Bratislava     | 33 | 18 | 3  | 12 | 57  | 49 | 42 | +7  |
| 4   | Spartak Trnava        | 33 | 16 | 8  | 9  | 56  | 53 | 31 | +22 |
| 5   | FK Senica             | 33 | 12 | 11 | 10 | 47  | 52 | 50 | +2  |
| 6   | MFK Košice            | 33 | 11 | 8  | 14 | 41  | 43 | 48 | -5  |
| 7   | MFK Ružomberok        | 33 | 10 | 10 | 13 | 40  | 41 | 45 | -4  |
| 8   | DAC Dunajská Streda   | 33 | 9  | 12 | 12 | 39  | 32 | 44 | -12 |
| 9   | Spartak Myjava        | 33 | 11 | 6  | 15 | 39  | 38 | 53 | -15 |
| 10  | ViOn Zlaté Moravce    | 33 | 8  | 8  | 17 | 32  | 27 | 54 | -27 |
| 11  | ŽP Šport Podbrezová   | 33 | 7  | 8  | 18 | 29  | 32 | 54 | -22 |
| 12  | Dukla Banská Bystrica | 33 | 4  | 10 | 19 | 22  | 29 | 57 | -28 |

### Legenda
| Kleur | Kwalificatie voor                                     |
| ----- | ----------------------------------------------------- |
|       | Tweede kwalificatieronde Champions League             |
|       | 1e voorronde Europa League                            |
|       | Winnaar Slovenský Pohár, 1e voorronde Europa League 1 |
|       | Degradatie naar de 2. Liga                            |

1 Slovenský Pohár winnaar AS Trenčín kwalificeert zich voor de Champions League en daarom zal het ticket van  Slovenský Pohár doorschuiven naar de nummer 4 in de competitie.

## Statistieken

### Topscorers
| nr | Speler           | Club              | Goals |
| -- | ---------------- | ----------------- | ----- |
| 1  | Matej Jelić      | Žilina            | 19    |
| 1  | Jan Kalabiška    | Senica            | 19    |
| 3  | Jaroslav Mihálik | Žilina            | 12    |
| 4  | Stefan Pekar     | Myjava            | 11    |
| 4  | Erik Sabo        | Trnava            | 11    |
| 4  | Jan Vlasko       | Trnava            | 11    |
| 7  | Lukáš Čmelík     | Žilina            | 10    |
| 7  | Nermin Haskić    | Košice            | 10    |
| 7  | Martin Mikovic   | Trnava            | 10    |
| 7  | Adam Zreľák      | Slovan Bratislava | 10    |

### Meeste speelminuten
Bijgaand een overzicht van de spelers die in het seizoen 2014/15 in alle 33 competitieduels in de basis stonden voor hun club. 
| Naam         | Club           | Duels | Min.  | Werd in het veld gebracht | Werd van het veld gehaald |
| ------------ | -------------- | ----- | ----- | ------------------------- | ------------------------- |
| Michal Sulla | FK Senica      | 33    | 2.968 | 0                         | 1                         |
| Matus Conka  | Spartak Trnava | 33    | 2.959 | 0                         | 1                         |
| Petr Pavlík  | FK Senica      | 33    | 2.957 | 0                         | 1                         |

### Nederlanders
Onderstaande Nederlandse voetballers kwamen in het seizoen 2014/15 uit in de Fortuna Liga.
| Naam          | Club       | Debuut     | Duels | Goals |
| ------------- | ---------- | ---------- | ----- | ----- |
| Ryan Koolwijk | AS Trencin | 28.02.2015 | 13    | 1     |

### Scheidsrechters
| Naam              | Geboren           | Duels | Kreeg geel | Kreeg voor de tweede keer geel en dus rood | Weggestuurd |
| ----------------- | ----------------- | ----- | ---------- | ------------------------------------------ | ----------- |
| Miroslav Jaška    | 12 mei 1969       | 11    | 33         | 1                                          | 0           |
| Jozef Pavlik      | 6 mei 1974        | 11    | 47         | 1                                          | 0           |
| Vladimir Vnuk     | 23 november 1978  | 11    | 40         | 1                                          | 0           |
| Ivan Kružliak     | 24 maart 1984     | 10    | 46         | 2                                          | 1           |
| Jan Valášek       | 9 maart 1977      | 10    | 30         | 0                                          | 1           |
| Pavol Chmura      | 25 september 1975 | 9     | 42         | 2                                          | 0           |
| Patrik Hrčka      | 28 oktober 1972   | 9     | 28         | 1                                          | 1           |
| Peter Kralović    | 5 juni 1983       | 9     | 36         | 0                                          | 1           |
| Boris Marhefka    | 27 juli 1987      | 9     | 18         | 0                                          | 0           |
| Lubomír Samotný   | 27 augustus 1968  | 9     | 34         | 0                                          | 1           |
| Richard Trutz     | 2 augustus 1971   | 9     | 41         | 1                                          | 1           |
| Mario Vlk         | 21 september 1974 | 9     | 28         | 2                                          | 0           |
| Štefan Leško      |                   | 8     | 27         | 1                                          | 0           |
| Dušan Sedlák      | 15 mei 1978       | 8     | 25         | 0                                          | 0           |
| Július Straka     | 14 maart 1976     | 8     | 16         | 0                                          | 1           |
| Filip Glova       |                   | 7     | 23         | 2                                          | 0           |
| Kamil Horvath     | 9 juli 1974       | 7     | 22         | 0                                          | 2           |
| Gabriel Michlian  | 12 december 1972  | 7     | 28         | 0                                          | 2           |
| Michal Smolak     | 19 februari 1979  | 7     | 27         | 0                                          | 0           |
| Marek Mastiš      |                   | 6     | 20         | 0                                          | 1           |
| Ladilav Presinský | 4 oktober 1977    | 6     | 22         | 1                                          | 1           |
| Pavol Šuniar      |                   | 6     | 19         | 1                                          | 0           |
| Roland Weiss      |                   | 6     | 21         | 1                                          | 1           |
| Roman Matúš       |                   | 3     | 13         | 0                                          | 0           |
| Ivana Lesková     |                   | 1     | 3          | 0                                          | 0           |
| Michal Očenáš     |                   | 1     | 4          | 0                                          | 0           |
| Adam Somoláni     |                   | 1     | 4          | 0                                          | 0           |
| Totaal            | Totaal            | 198   | 697        | 17                                         | 14          |

### Positieverloop per club
| Club                  | 1  | 2  | 3  | 4  | 5  | 6  | 7  | 8  | 9  | 10 | 11 | 12 | 13 | 14 | 15 | 16 | 17 | 18 | 19 | 20 | 21 | 22 | 23 | 24 | 25 | 26 | 27 | 28 | 29 | 30 | 31 | 32 | 33 |
| --------------------- | -- | -- | -- | -- | -- | -- | -- | -- | -- | -- | -- | -- | -- | -- | -- | -- | -- | -- | -- | -- | -- | -- | -- | -- | -- | -- | -- | -- | -- | -- | -- | -- | -- |
| AS Trenčín            | 2  | 2  | 1  | 1  | 1  | 1  | 1  | 1  | 1  | 1  | 1  | 1  | 1  | 1  | 1  | 1  | 2  | 2  | 2  | 2  | 2  | 2  | 1  | 1  | 1  | 1  | 1  | 1  | 1  | 1  | 1  | 1  | 1  |
| MŠK Žilina            | 5  | 1  | 3  | 2  | 2  | 3  | 2  | 2  | 2  | 2  | 2  | 2  | 2  | 2  | 2  | 2  | 1  | 1  | 1  | 1  | 1  | 1  | 2  | 2  | 2  | 2  | 2  | 2  | 2  | 2  | 2  | 2  | 2  |
| Slovan Bratislava     | 2  | 7  | 8  | 5  | 4  | 2  | 3  | 3  | 3  | 3  | 3  | 4  | 4  | 4  | 4  | 4  | 4  | 6  | 5  | 6  | 4  | 5  | 4  | 5  | 5  | 4  | 5  | 4  | 4  | 4  | 4  | 4  | 3  |
| Spartak Trnava        | 1  | 3  | 2  | 3  | 6  | 4  | 4  | 4  | 5  | 5  | 5  | 7  | 5  | 5  | 5  | 5  | 5  | 4  | 6  | 3  | 5  | 3  | 3  | 3  | 3  | 3  | 3  | 3  | 3  | 3  | 3  | 3  | 4  |
| FK Senica             | 5  | 5  | 4  | 4  | 7  | 5  | 5  | 4  | 4  | 4  | 4  | 3  | 3  | 3  | 3  | 3  | 3  | 3  | 3  | 4  | 3  | 4  | 5  | 4  | 4  | 5  | 4  | 5  | 5  | 5  | 5  | 5  | 5  |
| MFK Košice            | 7  | 12 | 12 | 12 | 12 | 12 | 12 | 12 | 12 | 11 | 8  | 8  | 7  | 10 | 10 | 10 | 9  | 9  | 7  | 7  | 8  | 8  | 7  | 7  | 8  | 8  | 7  | 7  | 7  | 8  | 6  | 6  | 6  |
| MFK Ružomberok        | 10 | 8  | 9  | 11 | 11 | 11 | 11 | 10 | 11 | 10 | 12 | 12 | 11 | 11 | 11 | 11 | 12 | 11 | 11 | 11 | 10 | 10 | 10 | 10 | 7  | 7  | 8  | 9  | 9  | 7  | 8  | 9  | 7  |
| DAC Dunajská Streda   | 7  | 8  | 9  | 6  | 9  | 8  | 6  | 6  | 6  | 7  | 7  | 6  | 8  | 9  | 7  | 6  | 8  | 7  | 9  | 9  | 7  | 7  | 8  | 9  | 10 | 10 | 10 | 8  | 8  | 9  | 9  | 7  | 8  |
| Spartak Myjava        | 10 | 6  | 6  | 9  | 10 | 10 | 10 | 11 | 8  | 8  | 9  | 10 | 9  | 7  | 8  | 8  | 6  | 5  | 4  | 5  | 6  | 6  | 6  | 6  | 6  | 6  | 6  | 6  | 6  | 6  | 7  | 8  | 9  |
| ViOn Zlaté Moravce    | 12 | 10 | 7  | 7  | 5  | 6  | 8  | 8  | 7  | 9  | 10 | 9  | 10 | 8  | 9  | 9  | 10 | 10 | 10 | 10 | 11 | 11 | 11 | 11 | 11 | 11 | 11 | 11 | 11 | 10 | 10 | 10 | 10 |
| ŽP Šport Podbrezová   | 7  | 11 | 11 | 10 | 7  | 5  | 7  | 7  | 9  | 6  | 6  | 5  | 6  | 6  | 6  | 7  | 7  | 8  | 8  | 8  | 9  | 9  | 9  | 8  | 9  | 9  | 9  | 10 | 10 | 11 | 11 | 11 | 11 |
| Dukla Banská Bystrica | 2  | 4  | 4  | 8  | 8  | 9  | 9  | 9  | 10 | 12 | 11 | 11 | 12 | 12 | 12 | 12 | 11 | 12 | 12 | 12 | 12 | 12 | 12 | 12 | 12 | 12 | 12 | 12 | 12 | 12 | 12 | 12 | 12 |

1993/94 · 1994/95 · 1995/96 · 1996/97 · 1997/98 · 1998/99 · 1999/00 · 2000/01 · 2001/02 · 2002/03 · 2003/04 · 2004/05 · 2005/06 · 2006/07 · 2007/08 · 2008/09 · 2009/10 · 2010/11 · 2011/12 · 2012/13 · 2013/14 · 2014/15 · 2015/16 · 2016/17 · 2017/18 · 2018/19 · 2019/20 · 2020/21
Nationale competities:
Albanië · Andorra · Armenië · België · Bosnië en Herzegovina · Bulgarije · Cyprus · Denemarken · Duitsland · Engeland · Estland ('14 '15) · Faeröer ('14 '15) · Finland ('14 '15) · Frankrijk · Gibraltar · Griekenland · Hongarije · IJsland ('14 '15) · Ierland ('14 '15) · Israël · Italië · Kazachstan ('14 '15) · Kroatië · Letland ('14 '15) · Litouwen ('14 '15) · Luxemburg · Macedonië · Malta · Moldavië · Montenegro · Nederland · Noord-Ierland · Noorwegen ('14 '15) · Oekraïne · Oostenrijk · Polen · Portugal · Roemenië · Rusland · San Marino · Schotland · Servië · Slovenië · Slowakije · Spanje · Tsjechië · Turkije · Wales · Zweden ('14 '15) · Zwitserland
Europese competities: Super Cup 2015 · Champions League · Europa League